# کریستوفر برون
کریستوفر برون (انگلیسی: Kristoffer Brun؛ زادهٔ ۷ آوریل ۱۹۸۸) قایقران روئینگ اهل نروژ است.
وی در مسابقات کشوری و بین‌المللی در مجموع برندهٔ ۲ مدال طلا، ۱ مدال نقره، ۷ مدال برنز شده‌است.